# Wilhelm John (Historiker)

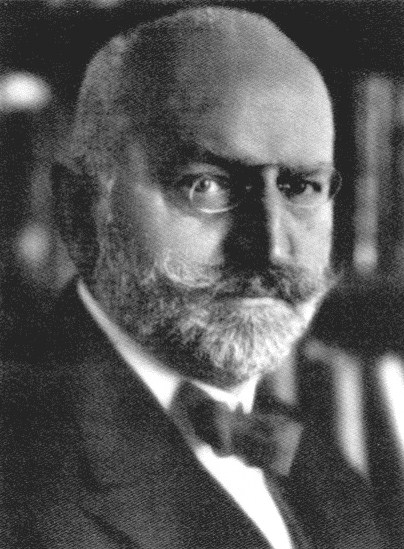
Wilhelm John

Wilhelm John (* 1. Mai 1877 in Olmütz, Mähren; † 19. März 1934 in Wien) war ein österreichischer Historiker und General. Von 1909 bis zu seinem Tod war er Direktor des Heeresgeschichtlichen Museums.

## Leben
Wilhelm John begann seine militärische Karriere ab 1898 als Kadett beim 3. Divisions-Artillerieregiment, gleichzeitig studierte er Geschichtswissenschaft an der Universität Wien und promovierte 1901 zum Doktor der Philosophie. Während seines Studiums wurde er Mitglied beim Verein Deutscher Studenten Wien. In den Jahren von 1899 bis 1901 absolvierte er den Ausbildungskurs am Institut für Österreichische Geschichtsforschung. Danach unternahm er eine Studienreise an das Österreichische Historische Institut nach Rom. 1902 wurde er zum Leutnant der Reserve befördert, 1903 nahm er an der Seite von Wilhelm Erben eine Stelle als „wissenschaftlicher Hilfsarbeiter“ im k.u.k. Heeresmuseum (heute: Heeresgeschichtliches Museum) an. Nach dem Abgang Erbens an die Universität Innsbruck wurde John Konservator, ab 1909 Direktor des k.u.k. Heeresmuseums. John führte in dieser Funktion als erster die Amtsbezeichnung „Direktor“, weiters bekleidete er in seiner Funktion auch den Rang eines Hauptmanns (Artillerie-Ingenieur), da das Heeresmuseum damals noch der technischen Artillerie der k.u.k. Armee angegliedert war.
Sein erster großer Erfolg war die damals viel beachtete Erzherzog-Karl-Ausstellung anlässlich der 100-Jahr-Feier der Schlacht bei Aspern im neuen Trakt des Museums für Kunst und Industrie (heute: Museum für angewandte Kunst), für deren Organisation er von Kaiser Franz Joseph I. mit dem Ritterkreuz des Franz-Joseph-Ordens ausgezeichnet wurde. 1913 machte er sich darüber hinaus mit der Herausgabe des Erzherzog-Carl-Werks einen Namen.
1915 wurde er zum Oberst befördert und mit dem Offizierskreuz mit Kriegsdekoration des Franz-Joseph-Ordens ausgezeichnet. Von Beginn des Ersten Weltkriegs an leitete John die Kunstgruppe im k.u.k. Kriegspressequartier. In dieser Doppelfunktion als Leiter der Kunstgruppe des KPQ und Direktor des Heeresmuseums begründete er eine große Gemäldesammlung an Werken von Kriegsmalern wie Oskar Laske, Ferdinand Andri, Alexander Pock, Albin Egger-Lienz u. a., wie überhaupt mit seinem Namen der Aufschwung des Heeresmuseums in den Jahren von 1909 bis 1934 in Verbindung steht. In weiterer Folge organisierte er den sonstigen Sammeldienst des Museums und die Aufstellung der gesammelten Werke in einer Gemäldegalerie, welche 1923 eröffnet wurde. Darüber hinaus wurde er in seiner Doppelfunktion eine Art „Schutzengel“ für Künstler, welche sich in weiterer Folge in der Kunstgeschichte einen Namen machten, darunter Egon Schiele und Anton Faistauer. Diese bewahrte er vor einem Einsatz an der Front, in dem er ihnen eine zumindest vorübergehende Tätigkeit bzw. Verwendung im Heeresmuseum verschaffte.
1921 wurde John zum General befördert und 1929 zum Hofrat ernannt. Gegen Ende seines Lebens wurde seine museale Tätigkeit durch ein schweres Herzleiden eingeschränkt, welches noch zu seiner aktiven Zeit zu einem plötzlichen Tod führte. John wurde auf dem Wiener Zentralfriedhof bestattet und hinterließ eine Witwe und eine Tochter.

## Auszeichnungen (Stand 1933)
- Eiserner Halbmond
- Spanischer Militär-Verdienstorden III. Klasse
- Marianerkreuz des Deutschen Ritterorden
- Fürstlich liechtensteinische Regierungs-Jubiläums-Erinnerungs-Medaille
- Bulgarischer Militärverdienstorden III. Klasse
- Offizier des Albrechts-Ordens
- Roter Adlerorden III. Klasse
- Bayerischer Militärverdienstorden IV. Klasse mit Krone
- Verdienstorden vom Heiligen Michael III. Klasse
- Militär-Jubiläumskreuz 1908
- Jubiläums-Erinnerungsmedaille 1898
- Ehrenzeichen für Verdienste um das Rote Kreuz Offiziersehrenzeichen, Kriegsdekoration
- Großes silbernes Ehrenzeichen für Verdienste um die Republik Österreich

## Schriften (Auswahl)
- Wilhelm John, Wilhelm Erben: Katalog des k.u.k. Heeresmuseums, Wien 1903